# Ушће реке Вукодраж
Ушће реке Вукодраж је археолошко налазиште и налази се дуж реке Саве, са обе стране ушћа реке Вукодраж. 
На основу пронађеног материјала, насеље и кастел могу се сместити у 3. или 4. век. У усеку савске обале јасно се оцртава културни слој дебео преко 2.5 m. На левој обали реке Вукодраж постоје остаци римског кастела које је описао Феликс Каниц. Данас су у веома лошем стању и великим делом су порушени. Свуда по површини терена постоји мноштво римске керaмике, а наилази се и на ситније предмете: новац, статуете и др. Овде је постојало и неолитско насеље, али је већим делом уништено. У саставу локалитета Ушће налази се мањи локалитет, Баир, на којем је пронађена керамика која потиче из винчанско-тордошке и винчанско-плочничке фазе.
Овај локалитет је под заштитом државе од 1950. године, као званично културно добро.